# Sanzō Wada
Sanzō Wada (Prefettura di Hyōgo, 3 marzo 1883 – Tokyo, 22 agosto 1967) è stato un costumista e pittore giapponese.
Dopo i primi studi all'Università delle arti di Tokyo, proseguì gli studi in Europa tra il 1907 e il 1915. Nel 1955 vinse l'Oscar ai migliori costumi per La porta dell'inferno.

## Filmografia parziale
- La porta dell'inferno (地獄門), regia di Teinosuke Kinugasa (1953)

## Riconoscimenti
- Premio Oscar
  - 1955 – Migliori costumi per La porta dell'inferno